# キックの惑星
キックの惑星 (きっくのわくせい)とは、CS放送・FIGHTING TV サムライで2009年4月13日より2011年6月26日まで月一回放送されていたキックボクシング情報バラエティ番組。

## 概要
キックボクシングの情報やゲストを迎えてのトーク、選手のみならずキック業界の人物に幅広くスポットを当てた特集、また、司会の大江慎自らタイの裏路地や田舎街をビデオカメラ一台で旅するコーナー「ムエタイ日記」等、CS放送の番組ならではのユニークな切り口で人気を博した。

## メイン司会者
- 大江慎

## アシスタント
- ポンピクンありさ (2009年8月～2011年3月)
- 新井ありさ (2011年4月)
- ミキティコ (2011年5月)

## 今までのゲスト
- ワンロップ・ウィラサクレック
- TURBΦ
- タノムサク鳥羽
- 須藤信充
- 高山善廣
- 武田幸三
- 高杉茂男
- 片岡未来

他